# Jaime Tió y Noé
Jaime Tió y Noé (Tortosa, 1816-Barcelona, 1844) fue un escritor, historiador y traductor español.

## Biografía
Nacido el 7 de abril de 1816 en la localidad tarraconense de Tortosa, estudió en el Seminario de su localidad natal, mas abandonó dichos estudios y a los dieciocho años de edad marchó a Valencia, donde cursó jurisprudencia y publicó alguna poesía. Partió luego a Madrid, Barcelona y París, donde publicó algunos artículos sobre el teatro español y poesías en Le Constitutionnel. Retornado a Barcelona, publicó poesías en El Heraldo y El Constitucional y tradujo varias novelas del francés, entre ellas El peregrino del vizconde d'Arlincourt y Lelia, de George Sand. Incursionó en el teatro, con su primera obra titulada El castellano de Mora, a la que siguieron Generosos a cual más, Alfonso III el liberal y El espejo de las venganzas. Fue director de la colección de obras que con el título de Tesoro de Autores Ilustres se publicó en Barcelona. Concluyó la Historia de la Guerra de Cataluña que empezó a escribir Francisco Manuel de Melo y prologó y anotó la obra Espedicion de los catalanes y aragoneses contra turcos y griegos, de Francisco de Moncada, conde de Osona, así como tradujo algunas de Soulié, Sand, Dumas, Balzac, Chateaubriand y Arlincourt. Falleció el 4 o el 5 de septiembre de 1844 en Barcelona, a los veintiocho años de edad. Lorenzo Pujol y Boada publicó una biografía suya en el periódico barcelonés La Verdad, así como en 1846 hizo lo mismo José María Pauli en el semanario tortosino El Ebro, bajo el seudónimo «El Novel».